# Lanice bidewa
Lanice bidewa är en ringmaskart som beskrevs av Anne D. Hutchings och Glasby 1988. Lanice bidewa ingår i släktet Lanice och familjen Terebellidae. Inga underarter finns listade i Catalogue of Life.